# Thomas Nordström

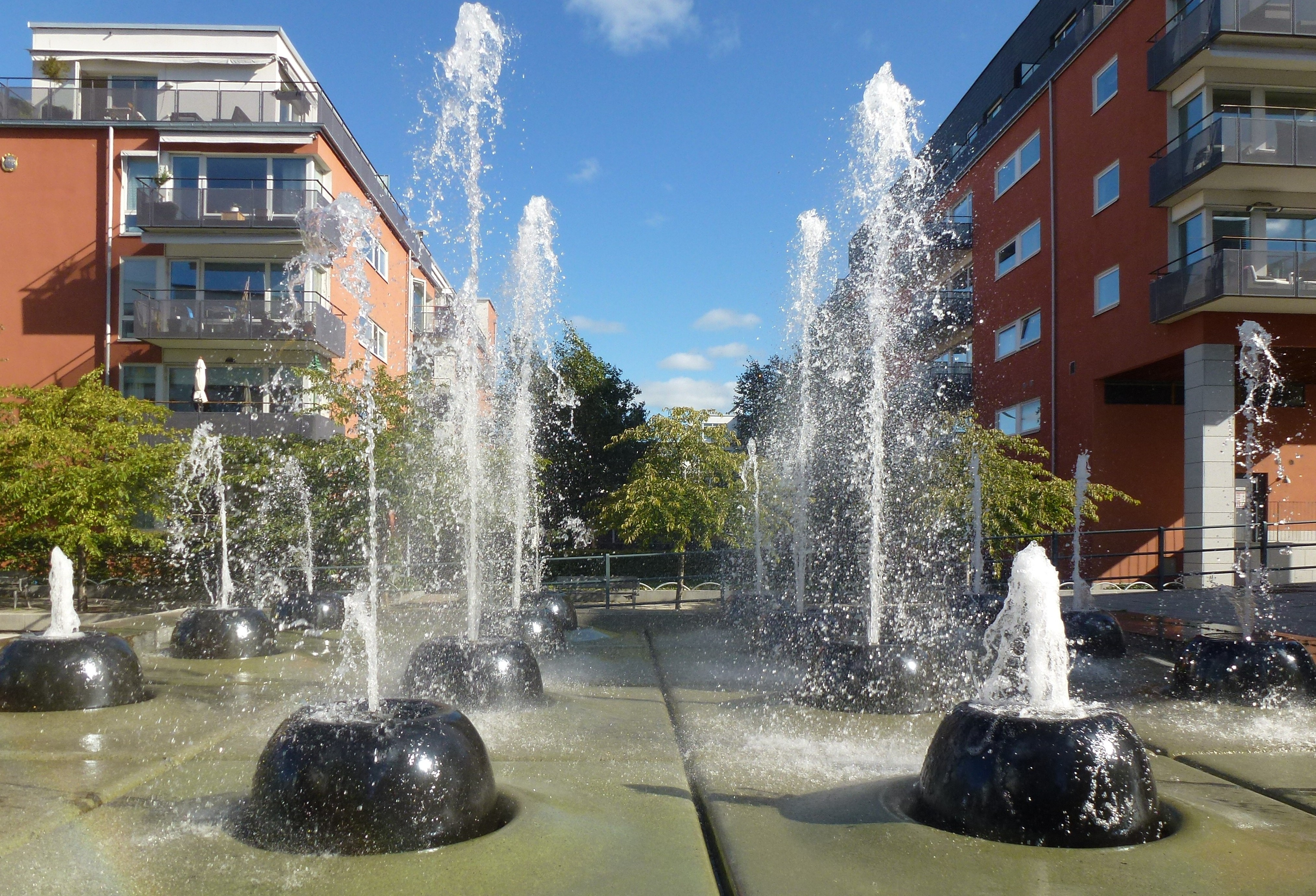
Vattenskulpturen Fält i Södra Hammarbyhamnen i Stockholm

Erik Thomas Nordström, född 7 mars 1967 i Farsta församling, Stockholm, är en svensk konstnär och formgivare.

## Biografi

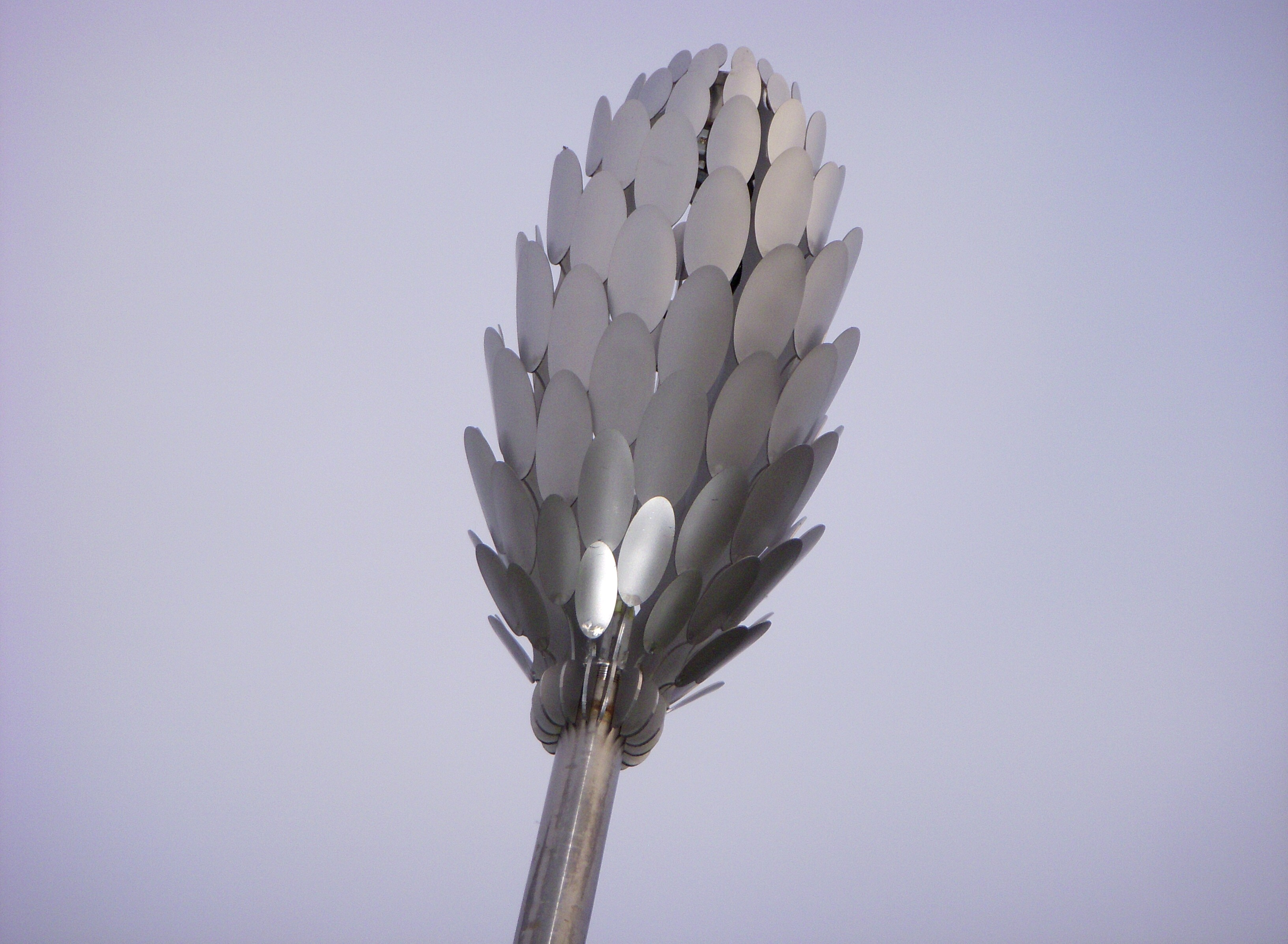
En av 16 knoppar i Oas i Kungens kurva i Huddinge

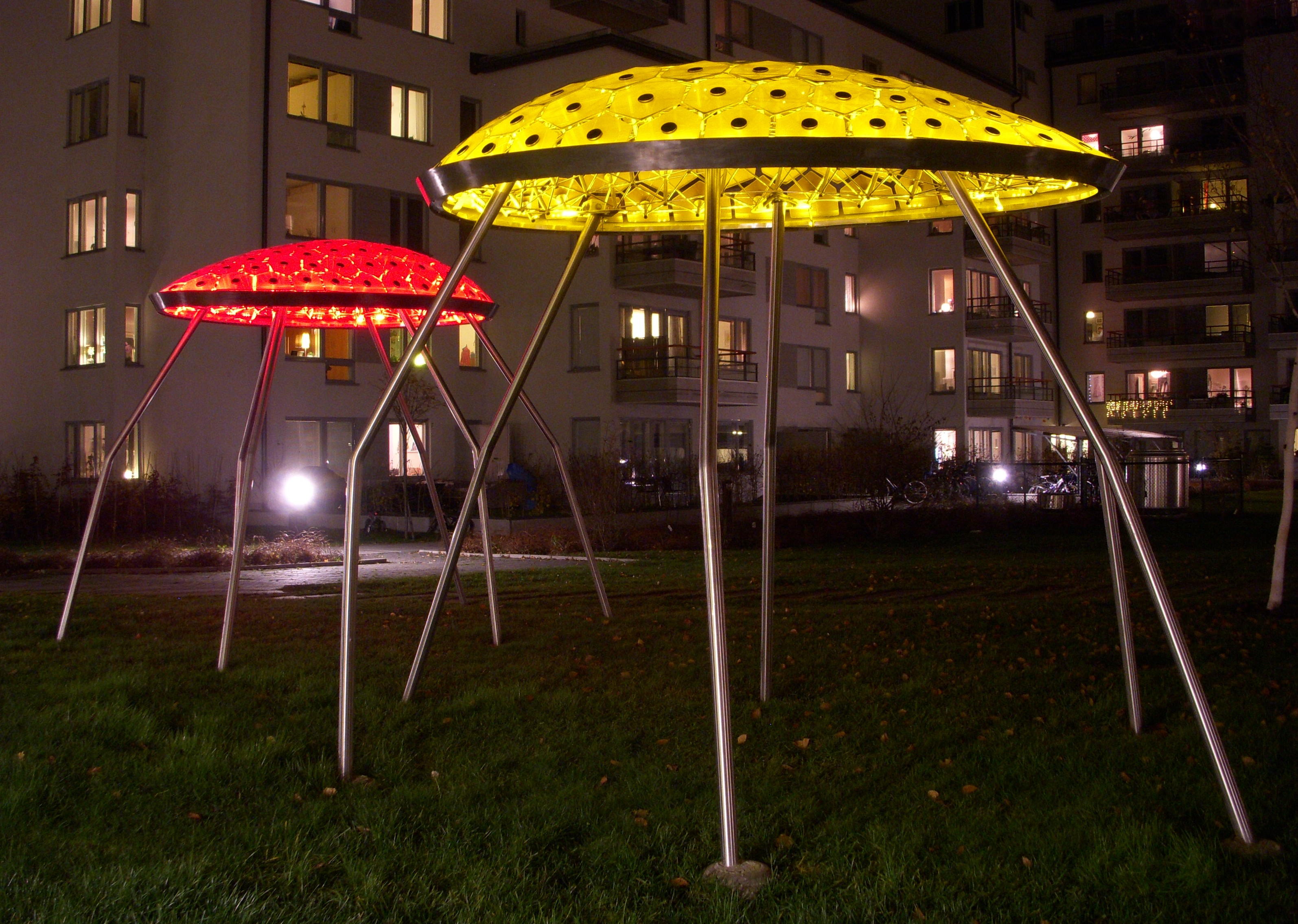
Mer än bara vänner? i Hammarby sjöstad i Stockholm

Thomas Nordström studerade mellan 1991 och 1995 på avdelningen Keramik och Glas på Konstfack i Stockholm. Från 2000 har han främst arbetat med offentliga konstprojekt. Han använder sig gärna av vatten och ljus, ibland även ljud, som förstärkande element.
Bland hans tidiga arbeten med offentliga uppdrag kan nämnas interiör och exteriör gestaltning för Tungelstaskolan 2000–2001 i samarbete med Kristian Lindgren arkitekter och landskapsarkitekt Rudi Britting, skolgården för Ekebyhovskolan samt lärosalar i Saltsjöbadens Samskola 2001.
År 2003 skapade han fontänen Fält i Hammarby sjöstad. Fält består av 4×4 grönt infärgade betongelement som bildar ett 100 kvadratmeter stort kvadratiskt mönster. I varje betongkvadrat finns ett svart halvrunt klot av svarvad, polerad granit. Ur dessa  pumpas vatten och en dator styr vattenspelet från "stillsamt porlande" till "häftig kaskad"; samtidigt belyses vattnet underifrån.
I Hammarby sjöstad finns sedan 2008 ytterligare en av Thomas Nordströms ljusskulpturer: Mer än bara vänner?, som står på en innergård mellan Heliosgatan och Hammarby allé . Skulpturen för tanken till två gigantiska skalbaggar med väldigt långa ben. Skalen är gjorda av fasetter i laminerat glas och stommen består av rostfritt stål. På undersidan/insidan finns en ljusramp av led-ljus, som tänds när det blir mörkt.
På Södersjukhusets akutmottagning utförde han 2005 verket 3x16, en ljusgestaltning i glas, valnöt och aluminium med 48 ljuspunkter. Varje ljuspunkt tonar slumpvis upp under loppet av en minut. Efter 48 minuter lyser samtliga 48 ljuspunkter, därefter tonar de sakta ned samtidigt. Alla glasdelarna har olika form.
År 2009 var han en av de konstnärer som gestaltade Kungens kurvas cirkulationsplatser. Resultatet blev Oas bestående av ett miniatyrlandskap med damm och kullar i organiskt mjuka former. Landskapet har också förstärkts med 15 fantasiplantor i rostfritt stål. Knopparna är i tre olika storlekar och stjälkarna har olika längder och krökningar. Knopparna belyses inifrån. Oas skapades i samarbete med landskapsarkitekt Torsten Wallin.
Thomas Nordström är gift med Annika Oskarsson. Paret Nordström och Oskarsson har utfört flera offentliga verk tillsammans, senast 2013 Motorisk scenografi i Katrineholm Sannerudsskolan i Kil och trafikplats Hyltena vid E4 söder om Jönköping

## Offentliga verk i urval
- Arkipelag, fontän, 2011, sten, terrazzo, led-ljus, Åkersberga centrum